# Catherine de Ricci
Pour les articles homonymes, voir Ricci et Sainte Catherine.
Alessandra Lucrezia Romola - en religion Catherine de Ricci - est une religieuse dominicaine, du Tiers Ordre, bien que cloîtrée, née à Florence le 23 avril 1522 et morte le 2 février 1590 reconnue sainte par l'Église catholique. Elle est commémorée le 2 février selon le Martyrologe romain, et le 4 février par les dominicains.

## Vie de famille
Son père, Pier Francesco de Ricci appartient à une famille ancienne et respectée de banquiers et de négociants. Sa mère, une Ricasoli, meurt quand elle est encore petite et élevée par une belle-mère dévouée, Fiammetta da Diacceto. Cette dernière observe bientôt chez la fillette une tendance inhabituelle à prière qu'elle fait tout son possible pour encourager et développer.
Dès son enfance, Alessandra décide de rejoindre un ordre religieux de stricte observance ; mais l'état de relâchement est à ce moment-là si général qu'il se passe longtemps avant qu'elle puisse trouver ce qu'elle désire. Sa vocation est finalement décidée à l'occasion d'un séjour à Prato, où elle fait la connaissance du couvent dominicain de Saint-Vincent, fondé en 1503 par neuf dames qui avaient été de ferventes disciples de Savonarole, un dominicain finalement condamné pour son fanatisme. Alessandra y trouve un esprit de ferveur religieuse assez élevé, capable de satisfaire son idéal ; et, après quelques difficultés avec son père, elle devient novice, prend le voile en 1535 à l'âge de 13 ans (adoptant le nom de Catherine) et fait profession l'année suivante en 1536. 13 ans était alors l'âge du mariage des filles nobles.

## Vie religieuse
Aussi bien pendant son noviciat que pendant quatre ou cinq ans après sa profession, elle est en butte aux humiliations de la communauté ; mais son humilité finit par en triompher. Elle est alors élue à plusieurs postes importants, étant finalement prieure ou sous-prieure jusqu'à sa mort.
Pendant toutes ces années, tandis qu'elle s'acquittte consciencieusement de tous ses devoirs religieux, elle ressent et manifeste un vif intérêt pour toute sa famille - surtout ses frères - et pour ses nombreux amis et ses « enfants spirituels ».

## Vie mystique
D'après son hagiographie, elle revit la passion du Christ qui arrive pour la première fois en février 1542 alors que Catherine n'a pas encore vingt ans. 

## Épilogue

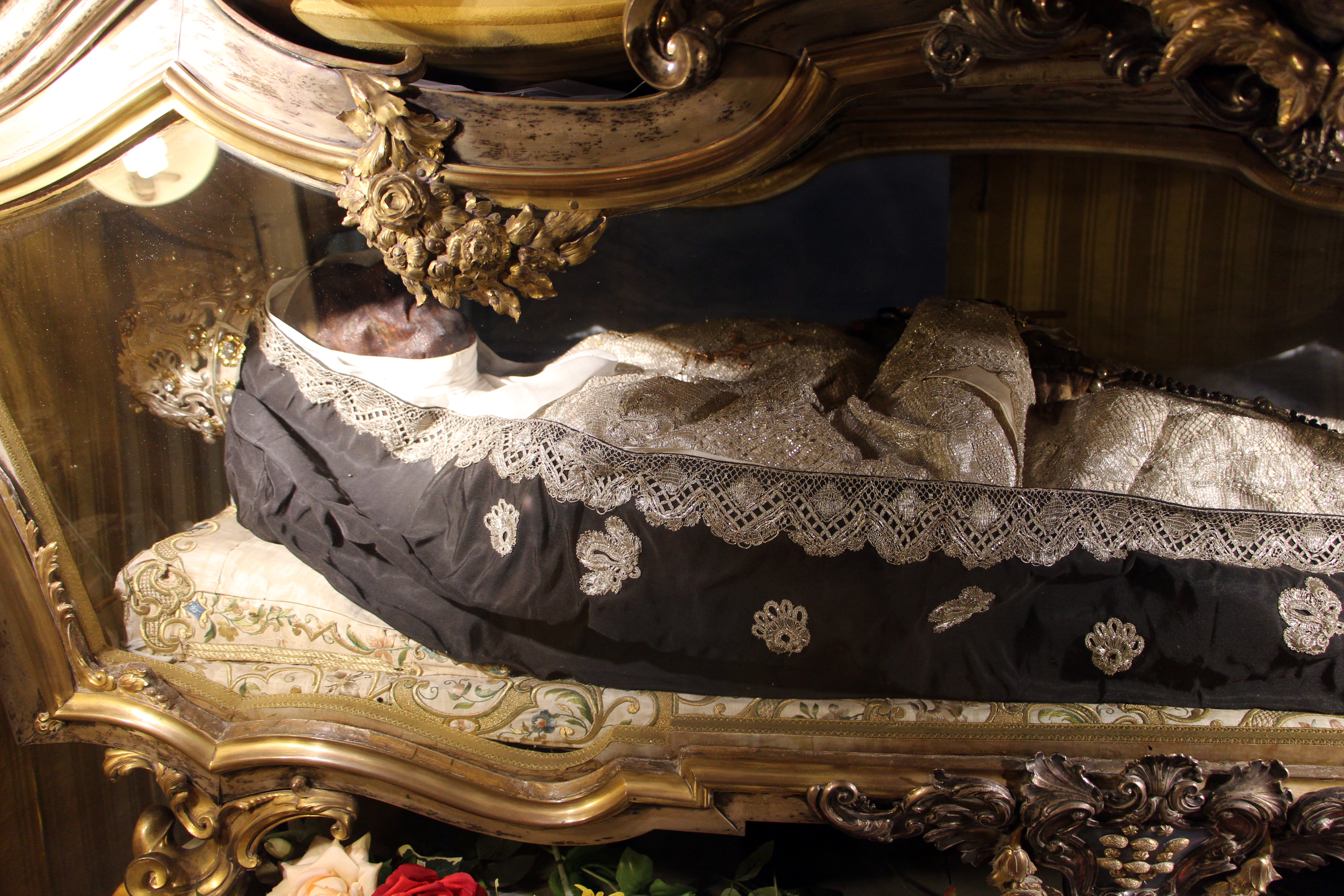
Relique de Catherine de Ricci

Catherine de Ricci vit à une époque de saints ; parmi ses contemporains on cite Charles Borromée, Philippe Néri et Marie-Madeleine de Pazzi. Elle meurt au Prato le 2 février 1590 âgée de 68 ans. Elle est béatifiée en 1732 par Clément XII puis canonisée par Benoît XIV en 1746, lors d'une cérémonie pour laquelle un magnifique « apparato » est construit. Ce furent deux occasions de grandes réjouissances à Prato, où sa mémoire est toujours gardée vivante.
Les religieuses de sa communauté vivent toujours au couvent de Saint-Vincent (appelé maintenant ordinairement Sainte-Catherine) où son corps repose toujours. Elle est fêtée le 2 février et le 4 février.

## Sources
Cet article est à l'origine une traduction de l'article de la Catholic Encyclopedia (domaine public) St. Catherine de' Ricci